# Mars (mythologie)
Pour les articles homonymes, voir Mars.
Dans la mythologie romaine, Mars est le dieu des guerriers, de la jeunesse et de la violence, dieu de première importance dans la Rome antique en tant que père de Romulus et Rémus, fondateur et protecteur de la cité. Mars jouait un rôle équivalent chez d'autres peuples du Latium et au-delà, notamment chez les Sabins, les Samnites et les Osques.
Il fait partie de la triade précapitoline en compagnie de Jupiter et Quirinus.
Il est identifié à l'Arès des Grecs, mais le caractère et la dignité de Mars diffèrent de manière fondamentale de ceux de son homologue, qui est souvent traité avec mépris et effroi dans la littérature grecque.
Mars est le plus important des dieux de la guerre honorés par les légions romaines. Son culte connaît deux moments forts, au mois de mars et en octobre, début et fin de la saison guerrière.
Les Romains avaient nommé le premier mois de l'année, qui coïncidait avec le retour des beaux jours et la reprise de la guerre après l'hiver, en son honneur. Par la suite, janvier, mois d'élection des magistrats, a été convenu comme commencement de la nouvelle année. Mars est devenu le troisième, et c'est ainsi que décembre, étymologiquement le dixième mois, est devenu le douzième.
Il est également dieu du printemps car c'est à la fin de l'hiver que commencent les activités guerrières, et dieu de la jeunesse parce que c'est elle qui est employée dans les grandes guerres.

## Étymologie et aspects originels
Le mot Mārs (génitif : Mārtis) apparaît en latin archaïque et aussi dans l'usage poétique sous la forme Māurs < Māuors (radical : Māuort-), ainsi que sous la forme à réduplication Marmar. Cette dernière s'apparente à l'osque Mamers, résultant probablement d'une dissimilation de *Marmart-s. La forme latine initiale repose sur un radical indo-européen, *Māwort-, désignant une divinité aux attributs guerriers mais aussi fertiles et agricoles. Georges Dumézil a rapproché le nom de Māuors des divinités indiennes de l'orage, les Maruts, compagnons du dieu de la guerre Indra. Pour Xavier Delamarre, *Māwort- est le théonyme du dieu indo-européen de la guerre. Massimo Pallottino considère que Mars est l'équivalent de la divinité étrusque Maris.
Pour Jean Haudry, le nom de Mars, comme celui des Maruts, provient d'un composé dont le premier terme s'interprète comme « jeune homme » et le second comme « bande, troupe ». Mars est originellement le maître d'une confrérie guerrière. Ses liens avec les troupes de jeunes hommes expliquent, tout comme pour les Maruts, certaines particularités de son culte. Il est dit Gradivus, originellement « celui de la grêle », quand il se déchaîne. Ses aspects agraires sont liés aux effets de la virilité juvénile, en raison de la conception traditionnelle de la semence et du champ.
Ils expliquent aussi qu'il soit le seul dieu mis en rapport avec la vieille pratique italique du ver sacrum, prolongement de pratiques migratoires des peuples indo-européens. Mars prenait en charge les enfants rejetés qui n'étaient encore qu'une bande jusqu'à ce qu'ils aient fondé une nouvelle communauté sédentaire. Il arrivait que les animaux qui lui sont consacrés guident ces bandes et deviennent leur éponymes : un loup (hirpus) avait ainsi dirigé les Hirpins, un pic (picus) les Picentes, alors que les Mamertini tiraient leur nom directement du sien. La légende de l'enlèvement des Sabines mené par Romulus et ses compagnons se rapproche, elle, davantage des Männerbunde, ces confréries de jeunes hommes qui trouvent leurs compagnes chez un peuple voisin.
Les adjectifs latins dérivés du nom du dieu Mars et signifiant « de Mars, relatif à Mars » sont martius, sur lequel fut formé le nom du mois de mars, Martius ; et martialis, dont provient par emprunt savant le français martial. Les anthroponymes tels que Martin et Marc représentent également d'anciens dérivés latins du nom de Mars, Mart-inus et Marcus < *Mart-(i)cus « dédié / consacré à Mars ».

## Liens de parenté

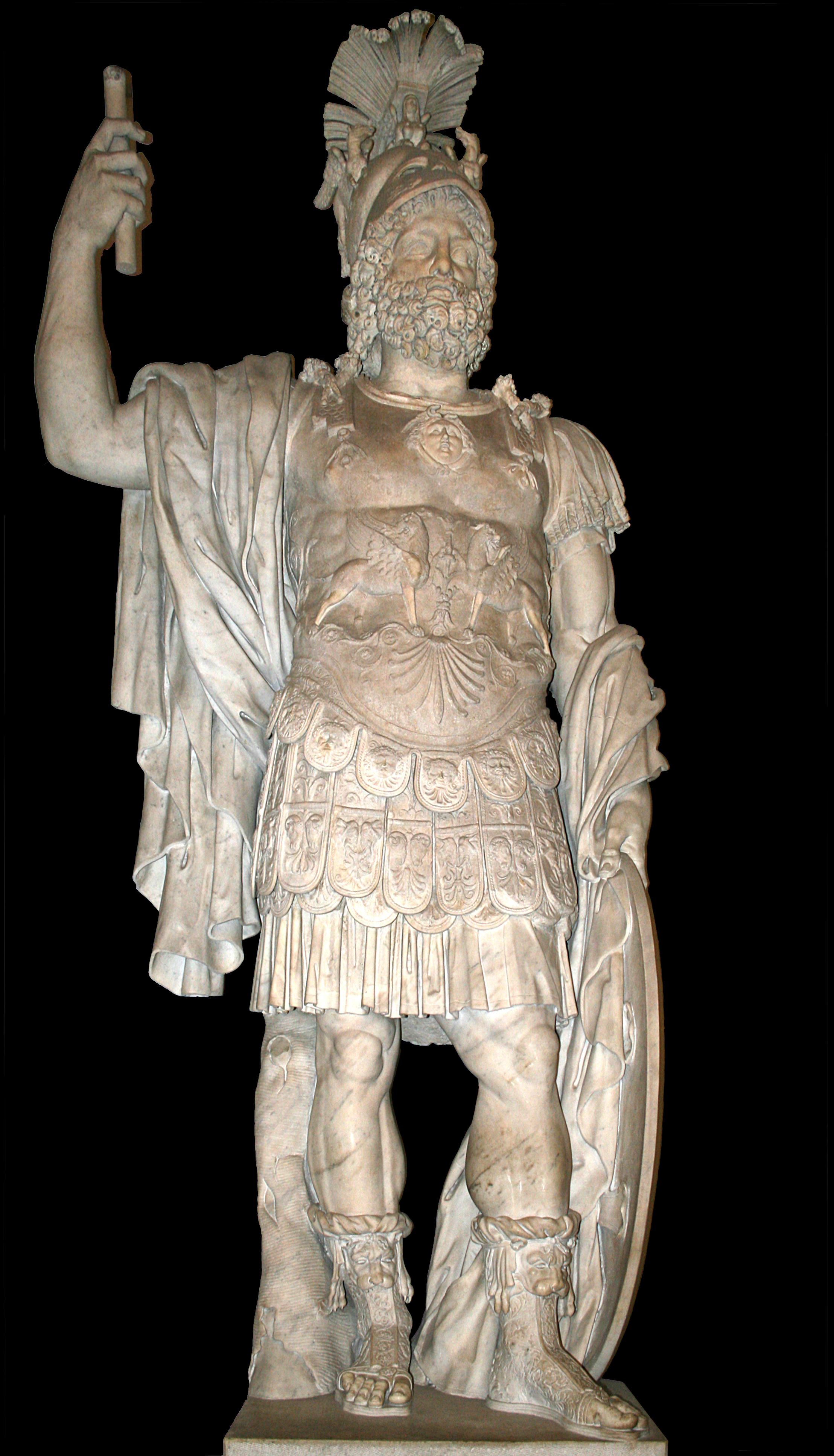
Statue colossale de Mars au palais des Conservateurs à Rome.

Mars est le fils de Jupiter et de Junon. Les poètes latins lui donnent cependant une autre origine : jalouse de ce que Jupiter a mis au monde Minerve sans sa participation, Junon veut, à son tour, concevoir et engendrer. La déesse Flore lui indique une fleur qui croît dans les campagnes d'Olène en Achaïe, et dont le seul contact produit cet effet. Grâce à cette fleur, elle devient mère de Mars. Elle le fait élever par Priape, de qui il apprend la danse et les autres exercices du corps, préludes de la guerre.
Les poètes donnent à Mars plusieurs femmes et plusieurs enfants. Il serait l'époux de Bellone, ou possiblement son frère. Il a de Vénus deux fils, Deimos et Phobos (la Terreur et la Crainte, qui accompagnent leur père sur le champ de bataille ; ils donnent leur nom aux deux lunes de la planète Mars), et une fille, Hermione ou Harmonie, qui épouse Cadmus. La liaison de Mars et Vénus se termine brusquement selon l'interprétation grecque du mythe d'Arès et Aphrodite. De Thébé, il a Evadné, femme de Capanée, un des sept chefs thébains ; de Pirène, Cycnus qui, monté sur le cheval Arion, combat contre Hercule et est tué par ce héros.
Les anciens habitants de l'Italie donnent Nerio comme épouse de Mars. Il est aussi célèbre pour avoir engendré, avec Rhéa Silvia, les deux jumeaux Romulus et Rémus, dont le premier fut le premier roi de Rome et participa à l'enlèvement des Sabines.

## Nature et fonction

### Représentation
Les anciens monuments représentent le dieu Mars d'une manière assez uniforme, sous la figure d'un homme armé d'un casque, d'une lance, d'une épée et d'un bouclier ; tantôt nu, tantôt en costume de guerre, même avec un manteau sur les épaules. Parfois, il porte la barbe, mais le plus souvent il est imberbe, et souvent il tient à la main le bâton de commandement. Sur sa poitrine, on distingue l'égide avec la tête de Méduse. Il est tantôt monté sur son char traîné par des chevaux fougueux, tantôt à pied, toujours dans une attitude guerrière. Mais son surnom de Gravidus signifie : « chargé, rempli, lourd, fécond », indice d'anciens attributs liés à la fertilité et l'agriculture. Celui-ci peut également désigner un dieu de la grêle, une évolution classique, les bandes guerrières étant assimilées au phénomène de l'orage.
Les anciens Sabins l'assimilent à leur propre dieu guerrier Quirinus (du latin quiris « pique, lance »), nom qui donnera également le mot quirites, terme employé pour désigner les citoyens romains.
On le représente aussi sous la forme d'un loup.

### Mars et la guerre

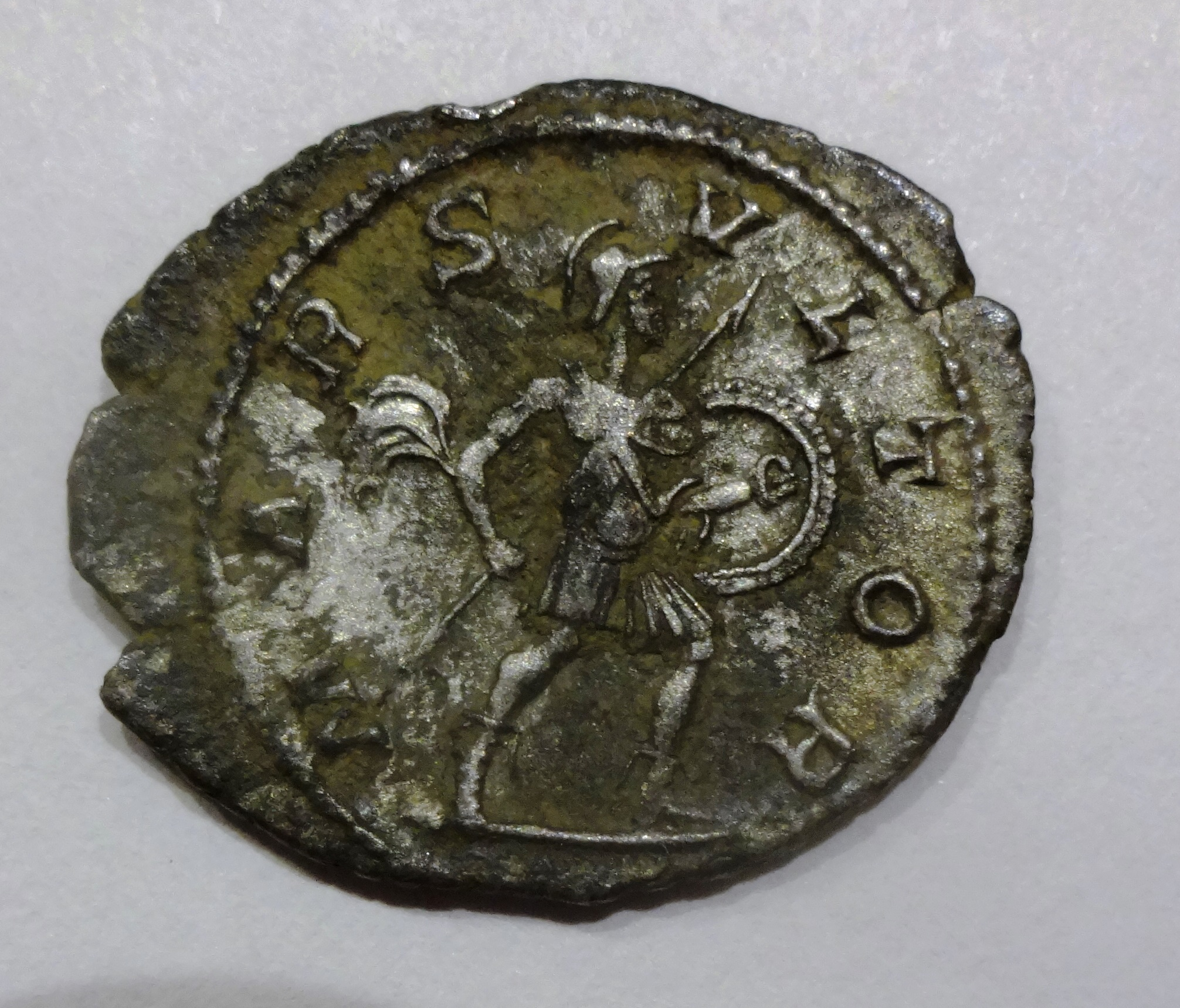
Mars Ultor « vengeur » sur un antoninien de Sévère Alexandre, revers.

Dans la guerre, Mars n'a de rapport qu'avec le combat. Ce qui précède juridiquement les hostilités ne le concerne pas. Si la lance est un symbole de Mars, c'est lui qui entre en jeu quand le fétial ouvre les hostilités en la lançant sur la terre ennemie. Dans le combat, le général peut souvent s'adresser à un autre dieu pour obtenir la victoire. De tels vœux sont rarement adressés à Mars lui-même, car combat et victoire sont deux choses différentes.
Mars se déchaîne, fait combattre. Il est pour Rome Mars Pater « père », mais aussi Mars Caecus car il est « aveugle » dans le combat. C'est la raison pour laquelle on peut s'adresser à une autre divinité pour conduire à terme les combats.
Il garde peu de symboles naturalistes à la différence de Thor ou d'Indra, autres dieux guerriers. C'est sur la terre que les Romains le trouvent : en temps de paix sur le « champ » de Mars, dans la guerre au milieu de l'armée. L'armée romaine est en effet éloignée des bandes de guerriers indo-européens et la discipline y compte plus que le furor qui était le ressort des anciennes victoires. Les combats singuliers sont exceptionnels. Aussi, tout en restant plus sauvage que les hommes qu'il anime, Mars a dû suivre l'évolution.

### Mars agraire?
Plusieurs rites placent l'intervention de Mars dans un décor rural en rapport avec l'agriculture ou l'élevage. Il est invoqué dans les Ambarualia, dans la circumambulation autour des terres cultivables de Rome. Néanmoins, selon Dumézil, c'est moins en tant que dieu agraire que Mars intervient qu'en tant que dieu combattant capable de protéger contre les ennemis humains, mais également contre les puissances malignes. Le paysan de Caton le prie ainsi pour qu'il arrête et repousse les maladies visibles et invisibles, garde saufs bergers et troupeaux, et pour qu'il permette aux plantes de grandir et d'arriver à bonne issue, reflet selon Haudry des forces de virilité juvénile qu'il incarne.
Il est également invoqué avec Sylvanus pour protéger les bœufs dans les pâturages d'été de la montagne boisée.

## Culte

### À Rome

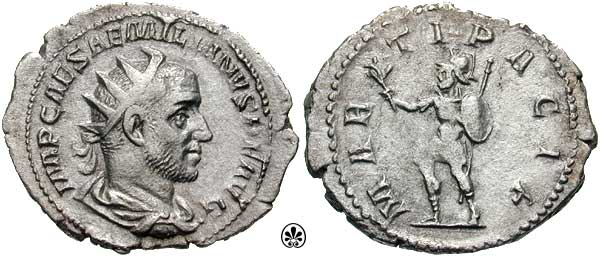
Mars célébré comme porteur de paix sur une pièce de monnaie romaine émise par Émilien.

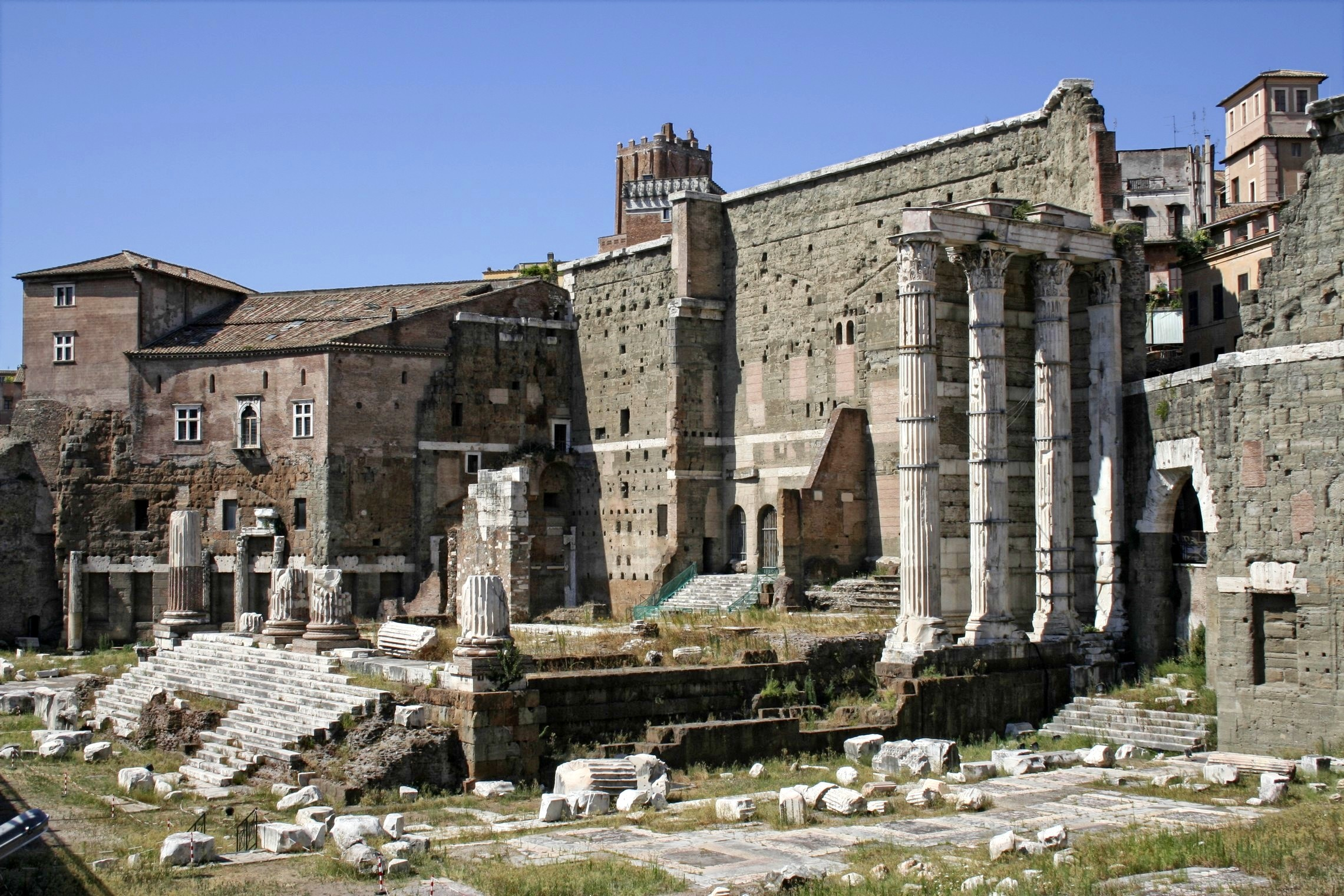
Vestiges du temple de Mars vengeur dans le forum d'Auguste à Rome.

À Rome, Mars est tout spécialement honoré. L'autel de Mars dans le Champ de Mars (Campus Martius), le quartier de Rome qui lui doit son nom, était censé avoir été consacrée par Numa lui-même, le second roi de Rome semi-légendaire, épris de paix. Jusqu'à Auguste, les sanctuaires de Mars ont répondu à une règle explicite. Le dieu avait sa place, non dans la ville où la paix devait régner, mais à l'extérieur de l'enceinte au seuil de la ville. Le centre de son culte était ainsi placé à l'origine à l'extérieur du pomerium, l'enceinte sacrée de Rome. Auguste introduit le dieu dans le centre de la religion romaine par l'établissement du temple de Mars Ultor (temple de Mars vengeur), le plus célèbre des nombreux temples qui lui furent dédiés, dans son nouveau forum.
Dès le règne de Numa Pompilius, Mars eut au service de son culte et de ses autels un collège de prêtres, choisis parmi les patriciens. Ces prêtres, appelés Saliens, étaient préposés à la garde des douze boucliers sacrés en forme de huit, ou anciles, dont l'un, disait-on, était tombé du ciel. Tous les ans, à la fête du dieu, les Saliens, portant les boucliers, et vêtus d'une tunique de pourpre, parcouraient la ville en dansant et sautant,.
Leur chef marchait à leur tête, commençait la danse, et ils en imitaient les pas. Cette procession très solennelle se terminait au temple du dieu par un somptueux et délicat festin.

### Prêtres
- Le Flamine de Mars était dit flamen martialis.
- Les 12 Saliens.

### Fêtes
Le cycle de ses fêtes se divise en deux groupes, l'un ouvrant la saison guerrière au mois de mars, l'autre la fermant en octobre : au printemps, ce sont les Equiria avec des courses de chevaux, organisées sur le Champ de Mars (27 février et 14 mars), la lustration des armes aux Quinquatries (19 mars) et celle des trompettes au Tubilustrium (23 mars, 23 mai).
En octobre, ce sont les rituels du Cheval d'Octobre aux Ides et la lustration des armes le 19. Il faut y ajouter aux Calendes le rituel du Tigillum sororium explicité par la légende d'Horace et la nécessité de la purification des guerriers des violences de la guerre.

### October Equus

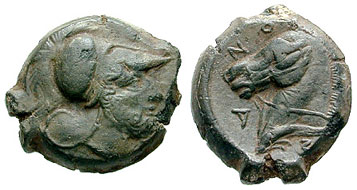
Pièce avec Mars et un cheval bridé (Cosa, Étrurie, 273-250).

La cérémonie du Cheval d'octobre (October Equus) est considérée comme l'une des plus anciennes de la Rome antique. Elle est typique des fêtes qui terminaient la saison militaire. Elle désignait la victime d'un sacrifice solennel, offert le jour des Ides de ce mois à Mars, par le Flamen martialis, en présence des pontifes. La cérémonie avait lieu au Champ de Mars. Elle débutait par une course de chars attelés de deux chevaux ; c'est le cheval de droite du char victorieux qui fournissait la victime. Celle-ci était tuée d'un coup de javelot et immolée sur un autel très ancien, situé au lieu-dit : ad Ciconias Nixas, le même autour duquel les Saliens dansaient en mars la danse des armes. Aussitôt le cheval égorgé, on lui coupait la queue, qu'on transportait en courant à la Regia, afin d'en égoutter le sang sur les cendres du foyer de Vesta. Ce mélange était incorporé au produit de la combustion des veaux mort-nés, dont le sacrifice formait l'élément principal de la October Equus. Le troisième acte de la fête débutait par la décollation du cheval ; la tête tranchée était ornée d'une guirlande de pains et devenait l'objet d'une lutte entre les habitants des quartiers limitrophes de la Voie sacrée et de Subure, devenant ainsi pour ses possesseurs d'une année un gage de lustration et de prospérité.
L'immolation du Cheval d'octobre suivant la forme rituelle était encore pratiquée à Rome au déclin de la République, et elle survécut quelque temps à l'établissement du christianisme. Les historiens des religions ont trouvé des parallèles de ce rite chez les anciens Germains. Georges Dumézil a reconnu l'origine indo-européenne et l'ancienneté de la cérémonie du Cheval d'octobre en la comparant à un rituel indien.

### Offrandes
On offrait à Mars comme victimes le taureau, le verrat, le bélier et, plus rarement, le cheval. Le coq, le vautour, le loup et le pic-vert lui étaient consacrés. Les dames romaines lui sacrifiaient un coq le premier jour du mois qui porte son nom, et c'est par ce mois que l'année romaine commençait jusqu'au temps de Jules César.

## Légendes et réinterprétation grecque

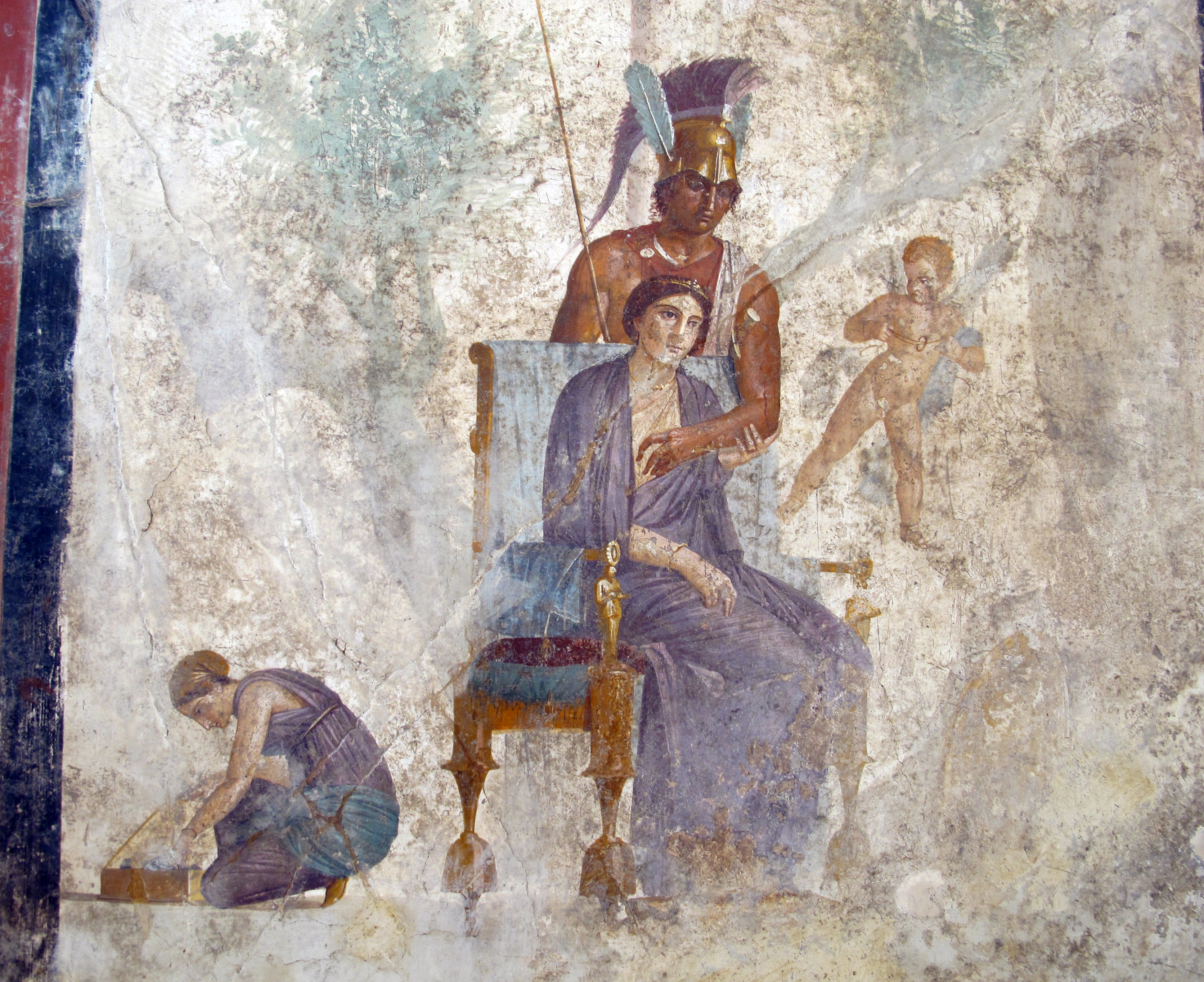
Mars et Vénus, fresque romaine de Pompéi,

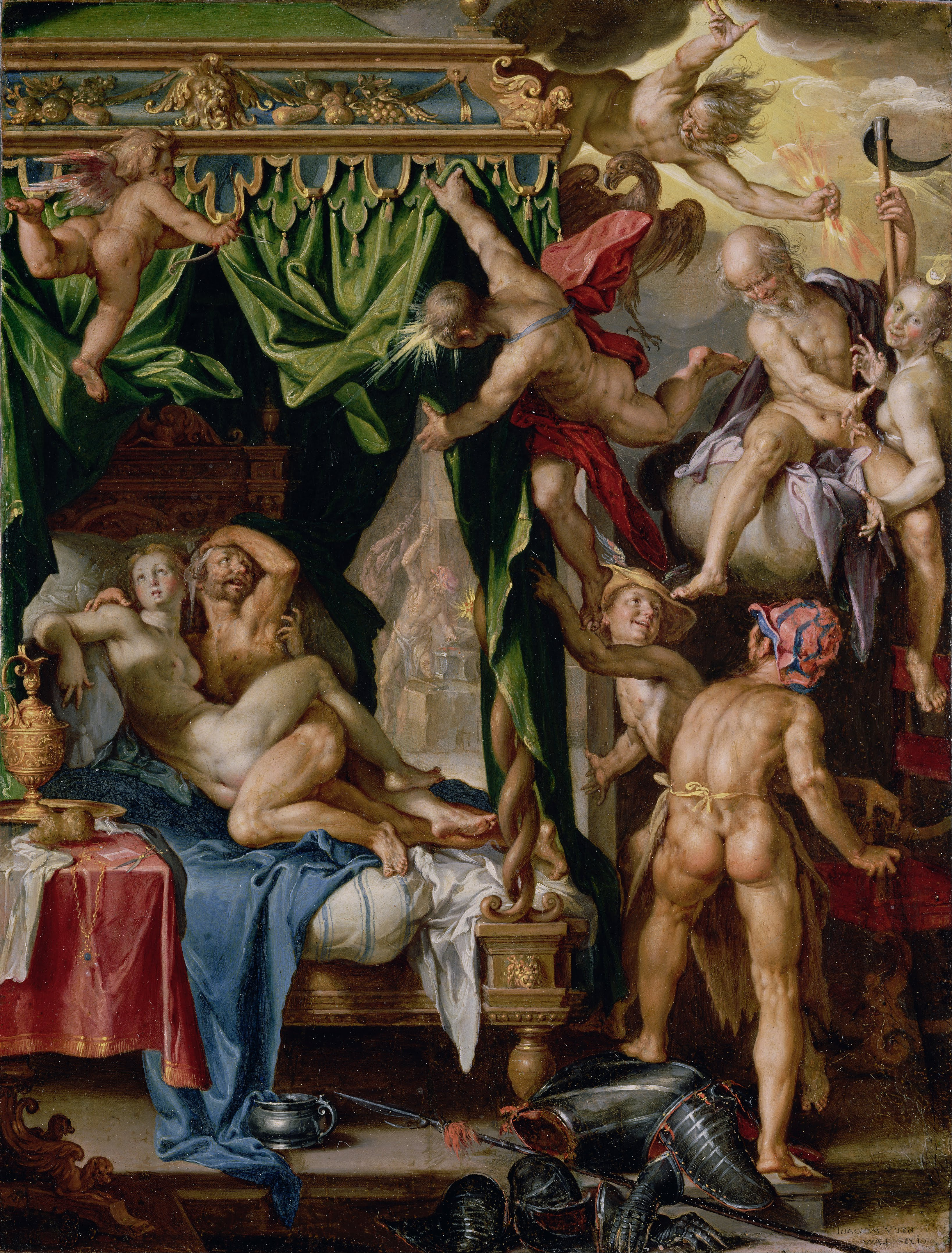
Mars et Venus découverts par les Dieux, Joachim Wtewael.

L'identification au dieu grec Arès n'a pas, sauf dans la littérature et dans les arts, modifié de manière conséquente le type de Mars. Ainsi, l'intimité de Mars et de Vénus ne prend de l'importance que sous les Iulii qui se présentent comme descendant de Vénus.
La plupart des légendes connues concernant le dieu Mars sont une adaptation romaine des aventures d'Arès.
Alcippé, la fille de Mars, aurait été violentée par un des fils de Neptune. Mars la vengea en tuant l'auteur du crime. Neptune, désespéré par la mort de son fils, fit comparaître Mars pour qu'il soit jugé devant les douze grands Dieux de l'Olympe. Junon assigna Mercure pour qu'il défende la cause de son fils. Il le défendit si bien que celui-là fut absous. Le jugement eut lieu sur une colline d'Athènes appelée depuis Aréopage ou sur la colline de Quirinus, où s'établit le fameux tribunal athénien.
Ascalaphus, fils de Mars, qui commandait les Béotiens au siège de Troie, ayant été tué, Mars courut le venger lui-même, malgré Jupiter, qui avait défendu aux dieux de prendre parti pour ou contre les Troyens. Le roi du ciel eut un excès de colère mais Minerve apaisa sa fureur en promettant de soutenir les Grecs. En effet, elle incita Diomède à se battre contre Mars, qui fut blessé au flanc par la lance de ce héros. C'est Minerve qui avait dirigé le coup. Mars, en retirant l'arme de sa blessure, jeta un cri épouvantable, et aussitôt remonta à l'Olympe au milieu d'un tourbillon de poussière. Jupiter le réprimanda sévèrement, mais fit ordonner au médecin des Dieux de guérir son fils. Péan mit sur sa blessure un baume qui le guérit sans peine, car, dans un Dieu, il n'y a rien qui soit mortel.
Ovide, à la suite d'Homère, a raconté les amours de Mars et Vénus. Mars se méfiait de Phébus, qui était le gentil rival auprès de la belle déesse, et avait placé en sentinelle Alectryon, son favori ; mais, celui-ci s'étant endormi, Phébus aperçut les coupables et courut prévenir Vulcain. L'époux outragé les enveloppa dans un réseau (des filets ou des rets en quelque sorte) aussi solide qu'invisible, et rendit tous les Dieux témoins de leur crime et de leur confusion. Mars punit son favori en le métamorphosant en coq ; depuis cette époque, cet oiseau tâche de réparer sa faute en annonçant, par son chant, le « lever de l'astre du jour ». Vulcain, à la prière de Neptune et sous sa caution, défit les merveilleux liens. Les captifs, mis en liberté, s'envolèrent aussitôt, l'un dans la Thrace, son pays natal, l'autre à Paphos dans sa retraite préférée.

## Histoire romaine et postérité

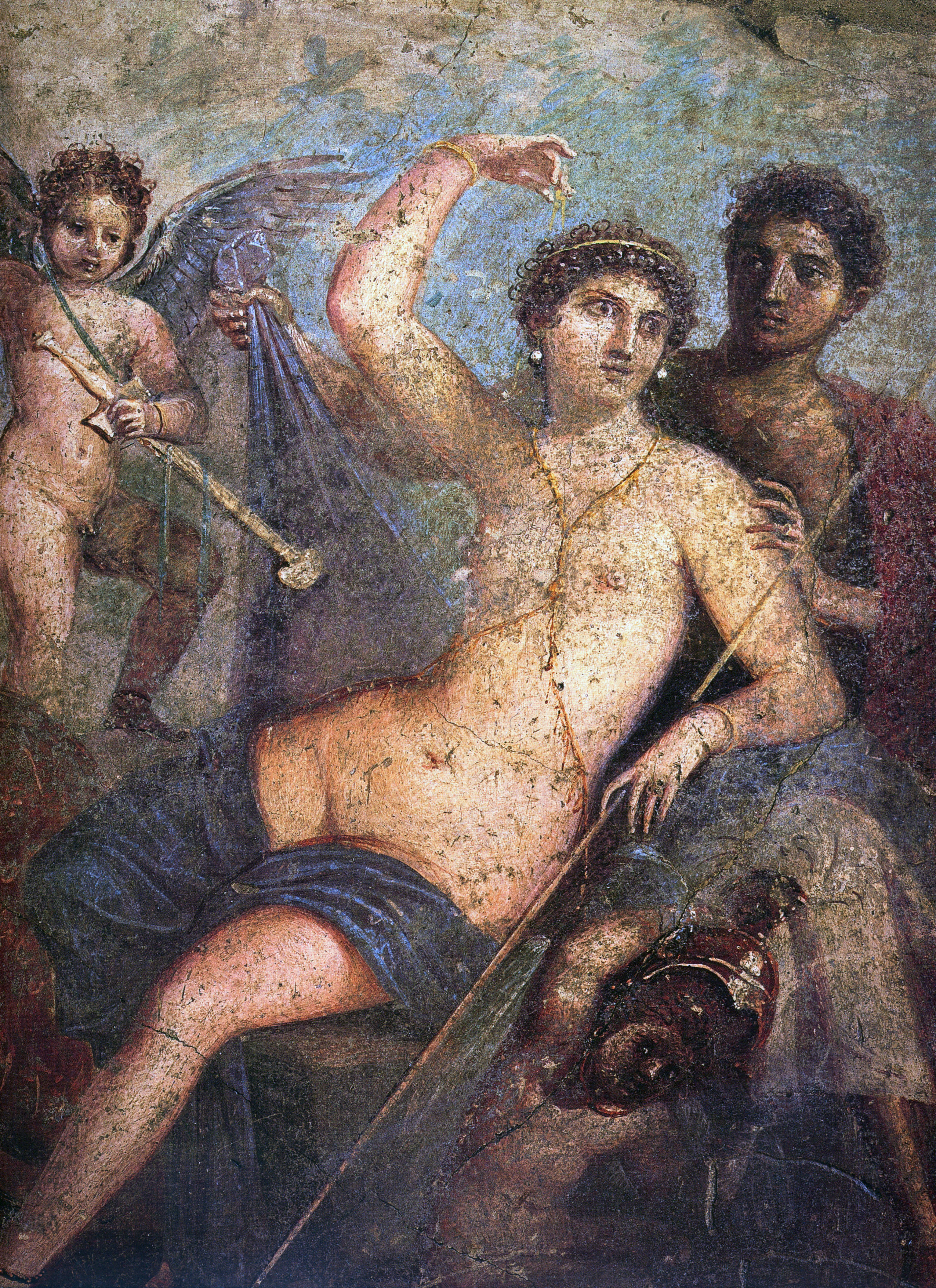
Mars et Vénus, fresque romaine de Pompéi,

Il y avait à Rome une fontaine vénérée et spécialement consacrée à Mars. Néron s'y baigna. Ce mépris des croyances populaires ne fit qu'augmenter l'aversion qu'on éprouvait pour ce tyran. À dater de ce jour, sa santé étant devenue languissante, le peuple ne douta point que, par son sacrilège, il s'était attiré la vengeance des dieux.
Le nom du Champ de Mars romain a donné son nom à celui que l'on trouve à Paris. L'actuelle Corseul dans les Côtes-d'Armor est généralement identifiée à Fanum Martis (« le temple de Mars ») à l'époque romaine.
Le mardi est le jour dédié au dieu Mars (du latin Martis dies).

## Dans la culture
- Mars fait partie des nombreux dieux cités dans la série de bande dessinée Astérix.